# Jonas Eek (journalist)
Jonas Mikael Touissant Eek, född 28 april 1945 i Hedvig Eleonora församling i Stockholm, död 9 mars 2009 i Härlanda församling i Göteborg, var en svensk journalist och programledare för Västnytt. Han var son till Hilding Eek och dotterson till Gustaf Adde. 
Eek anställdes på dåvarande Sveriges Radio i Stockholm den 1 mars 1966 som redigerare i TV, men arbetade även som bildproducent innan han blev programledare. Han var med när Västnytt startade sina sändningar 1972. Som programledare var Eek ett av Västnytts mest kända ansikten.